# William Forsyth Sharpe
William Forsyth Sharpe (født 16. juni 1934) er en amerikansk økonom, der især er kendt for sine bidrag inden for finansiel økonomi. Han har tidligere bl.a. været professor ved Stanford University og modtog sammen med Harry Markowitz og Merton Miller Nobelprisen i 1990. Indikatoren Sharpekvoten, der anvendes inden for finansiering som et mål for det risikojusterede afkast i en portefølje, er opkaldt efter ham.

## Baggrund
William Sharpe blev født i Boston. Da faderen var indkaldt til den amerikanske nationalgarde under 2. verdenskrig, flyttede familien imidlertid flere gange, indtil den til sidst slog sig ned i Riverside i Californien, hvor William tilbragte det meste af sin skoletid. I 1951 begyndte han at studere ved University of California, Berkeley. Hans plan var at læse medicin, men allerede i løbet af det første år ændrede han fokus og skiftede til University of California, Los Angeles for at tage en MBA. Regnskab og bogføring interesserede ham imidlertid ikke synderligt, og han ændrede atter fokus over mod økonomi, hvor han ikke mindst blev tændt af Harry Markowitz' arbejde om porteføljeteori. Han blev bachelor fra UCLA i 1955 og fik en master-grad i 1956. Herefter fik han arbejde hos RAND Corporation, samtidig med at han startede sit arbejde på en ph.d.-grad hos UCLA under vejledning af Armen Alchian. Mens han søgte efter et passende emne til sin afhandling, fik han det gode råd at spørge Harry Markowitz, der også var tilknyttet RAND Corporation på det samme tidspunkt. Det førte til et tæt samarbejde mellem de to, og i 1961 fik Sharpe antaget sin afhandling med et indhold, der omhandlede en enkeltfaktormodel for prissætning af aktiver som f.eks. aktier.
Herefter begyndte Sharpe at undervise ved University of Washington, samtidig med at han arbejdede på at generalisere resultaterne i afhandlingen til en ligevægtsteori om aktivpriser - et arbejde, der resulterede i udviklingen af CAPM - Capital Asset Pricing-modellen. Han sendte sin artikel, der beskrev CAPM, til tidsskriftet Journal of Finance i 1962, men ironisk nok afviste redaktøren artiklen som irrelevant. Den blev senere antaget i 1964 efter et redaktørskifte og er i dag en klassiker inden for finansieringsteori.

## Sharpekvoten
I 1966 udviklede han det mål, han selv omtalte som "Reward-to-Variability Ratio", og som senere er blevet kendt som Sharpekvoten. Enkelt udtrykt fremkommer det ved at fratrække et referenceafkast fra afkastet af en given portefølje og dividere resultatet med standardafvigelsen for porteføljeafkastet, eller udtrykt mere formelt:
{\displaystyle S_{p}={\frac {E[R_{a}-R_{b}]}{\sigma _{p}}}},
hvor {\displaystyle R_{a}} er aktivets eller porteføljens afkast, {\displaystyle R_{b}} er referenceafkastet, f.eks. en relativt risikofri rente som en tiårig statsobligationsrente eller afkastet af et aktieindeks som C20, {\displaystyle E[R_{a}-R_{b}]} er den forventede værdi af merafkastet på porteføljen i forhold til referencen, og {\displaystyle {\sigma }} er standardafvigelsen. Sharpekvoten kan anvendes som et enkelt udtryk for, hvor godt en porteføljeforvalter klarer sig i forhold til den risiko, porteføljens aktivsammensætning afspejler.

## Senere karriere
I 1968-70 var Sharpe ansat ved University of California, Irvine, og fra 1970 ved Stanford University. Her fortsatte han sin forskning inden for finansiel økonomi, ikke mindst med hensyn til porteføljeallokering og pensionsfonde. Han blev også rådgiver for flere større private virksomheder, bl.a. Merrill Lynch. I 1986 var han medgrundlægger af Sharpe-Russell Research, en virksomhed, der specialiserede sig i forskning og konsulentvirksomhed med hensyn til porteføljevalg for pensionskasser og fonde. I 1989 trak han sig helt fra sine undervisningsmæssige forpligtelser (hvorefter han fik titel af professor emeritus i finansiering på Stanford) for at hellige sig sin virksomhed, der nu bar navnet William F. Sharpe Associates.